# Sonny Meets Hawk!
Albums de Sonny Rollins
Our Man in Jazz
(1962) Now's the Time
(1964)
Sonny Meets Hawk! est un album du saxophoniste ténor Sonny Rollins sorti en 1963 sous le label RCA Victor. Rollins invite le saxophoniste Coleman Hawkins à le rejoindre pour enregistrer sur tous les titres de cet album. Ils sont accompagnés par le pianiste Paul Bley, les deux contrebassistes Bob Cranshaw et Henry Grimes, qui jouent chacun trois titres et le batteur Roy McCurdy.

## Titres
Pour Sonny Rollins est influencé durant sa jeunesse par Coleman Hawkins et le voit comme un modèle. En octobre 1962, Rollins a l'occasion d'écouter en live Hawkins à New York au club The Village Gate situé dans le quartier de Greenwich Village. Rollins lui envoie ensuite une lettre pour lui exprimer ses impressions à la suite de son interprétation au Village Gate. Un an plus tard ils décident d'enregistrer ensemble cet album. À l'exception d'une brève rencontre cette année-là au Newport Jazz Festival c'est la première rencontre entre ces deux grands saxophonistes pour une session d'enregistrement.
| N°     | Titre                  | Compositeur                                     | Durée |
| ------ | ---------------------- | ----------------------------------------------- | ----- |
| Face 1 |                        |                                                 |       |
| 1.     | Yesterdays             | Otto Harbach, Jerome Kern                       | 5:13  |
| 2.     | All the Things You Are | Oscar Hammerstein II, Jerome Kern               | 9:31  |
| 3.     | Summertime             | George Gershwin, Ira Gershwin, DuBose Heyward   | 5:59  |
| Face 2 |                        |                                                 |       |
| 4.     | Just Friends           | John Klenner, Sam M. Lewis                      | 4:39  |
| 5.     | At McKie's             | Sonny Rollins                                   | 7:01  |
| 6.     | Lover Man              | Jimmy Davis, Roger "Ram" Ramirez, Jimmy Sherman | 8:52  |

## Enregistrement
Les morceaux sont enregistrés le 15 juillet 1963 (titres 1, 2 et 6) et le 18 juillet (titres 3-5) au studio B de RCA Victor à New York.
| Musicien        | Instrument      | Titre   |  | Équipe technique              |                         |
| --------------- | --------------- | ------- |  | ----------------------------- | ----------------------- |
| Sonny Rollins   | saxophone ténor | 1 - 6   |  | George Avakian                | producteur, liner notes |
| Coleman Hawkins | saxophone ténor | 1 - 6   |  | Paul Goodman, Mickey Crofford | ingénieurs              |
| Paul Bley       | piano           | 1 - 6   |  | Paul Freeman                  | couverture              |
| Henry Grimes    | contrebasse     | 3, 4, 5 |  |                               |                         |
| Bob Cranshaw    | contrebasse     | 1, 2, 6 |  |                               |                         |
| Roy McCurdy     | batterie        | 1 - 6   |  |                               |                         |